# Сьомаківська сільська рада (Хмільницький район)
| Сьомаківська сільська рада — колишній орган місцевого самоврядування у Хмільницькому районі Вінницької області з адміністративним центром у с. Сьомаки. Сільській раді підпорядковані населені пункти: - с. Сьомаки - с. Білий Рукав - с. Сербанівка |

## Склад ради
Рада складається з 16 депутатів та голови.

## Керівний склад сільської ради
| ПІБ                 | Основні відомості                                                 | Дата обрання | Дата звільнення |
| ------------------- | ----------------------------------------------------------------- | ------------ | --------------- |
| Рак Василь Іванович | Сільський голова, 1955 року народження, освіта, безпартійний      | 26.03.2006   | 31.10.2010      |
| Рак Василь Іванович | Сільський голова, 1955 року народження, освіта вища, безпартійний | 31.10.2010   |                 |

Примітка: таблиця складена за даними джерела